# Enrico Gonin
Enrico Gonin (Torino, 1º gennaio 1799 – Torino, 16 gennaio 1870) è stato un pittore e incisore italiano.

## Biografia
Enrico Gonin ebbe una significativa carriera come pittore e litografo, distintosi per la sua particolare sensibilità nei confronti del paesaggio romantico e pittoresco.
La sua attività si esplicò principalmente nell'ambito dell'illustrazione di guide di viaggio, settore in cui si distinse per la creazione di opere di rilevante importanza.
Tra queste, meritano una menzione particolare gli album "Torino" del 1839, "Turin et ses environs. Vues dessinées d'après nature par Chapuy et litographiées par H. Gonin" del 1842 nonché le duecento litografie contenute nell'"Album delle principali castella feudali della monarchia di Savoja", considerata la sua opera più imponente, pubblicata a fascicoli nell'arco di due decenni, tra il 1840 e il 1860.
La sua presenza fu costante nelle esposizioni organizzate dalla Promotrice di Belle Arti di Torino, dove partecipò regolarmente dal 1842 al 1854.
La vita di Gonin si concluse nella sua città natale, Torino.